# HD 152581 b
Gandja
HD 152581 b, aussi appelée Gandja (du nom de la ville de Gandja en Azerbaïdjan), est une planète extrasolaire (exoplanète) en orbite autour de l'étoile HD 152581, située dans le constellation zodiacale d'Ophiuchus.
Détectée par la méthode spectrosopique des vitesses radiales, sa découverte a été annoncée en 2011.